# Stadion Širůch
Stadion Širůch je fotbalový stadion, který se nachází v moravském Starém Městě. Své domácí zápasy zde odehrává klub TJ Jiskra Staré Město. Stadion byl otevřen v roce 1926 a je ve vlastnictví firmy Synot. Současná maximální kapacita je 560 diváků.
Od začátku osmdesátých let až do roku 1997, kdy staroměstský klub postoupil do druhé ligy, se zde hrála pouze třetí nejvyšší soutěž. V roce 2000 nově založený klub FC SYNOT postoupil do nejvyšší ligové soutěže, kde následně došlo ke sloučení se Slováckou Slavií Uherské Hradiště. Po sloučení obou klubů zde našlo svůj domov nově založené 1. FC Slovácko. Klub zde hrál až do sezóny 2002/03, poté se přestěhoval na zrekonstruovaný městský stadion v nedalekém Uherském Hradišti.